# Мупанар
Мупанар, полное имя — Говиндасвами Каруппия Мупанар (англ. G. K. Moopanar, там. ஜி. கே. மூப்பனார்; 19 августа 1931, Сундераперумал Ковиль, Мадрас, Британская Индия (ныне округ Танджавур) — 30 августа 2001, Ченнаи, Индия) — индийский общественно-политический деятель. Генеральный секретарь президиума Индийского национального конгресса (1980—1988). Депутат верхней палаты Парламента Индии Раджья сабха (1977—2001).

## Биография
Родился в богатой семье землевладельцев, которая владела обширными участками плодородной земли. Его отец был конгрессменом. Его сын — политик Г. К. Васан.
В 1980—1988 годах — Генеральный секретарь президиума Индийского национального конгресса. Соратник Индиры Ганди.
В 1996 году основал Конгресс Тамил Маанила. В 1996—2001 годах — лидер Тамильского Федерального государственного конгресса.